# Display VFD

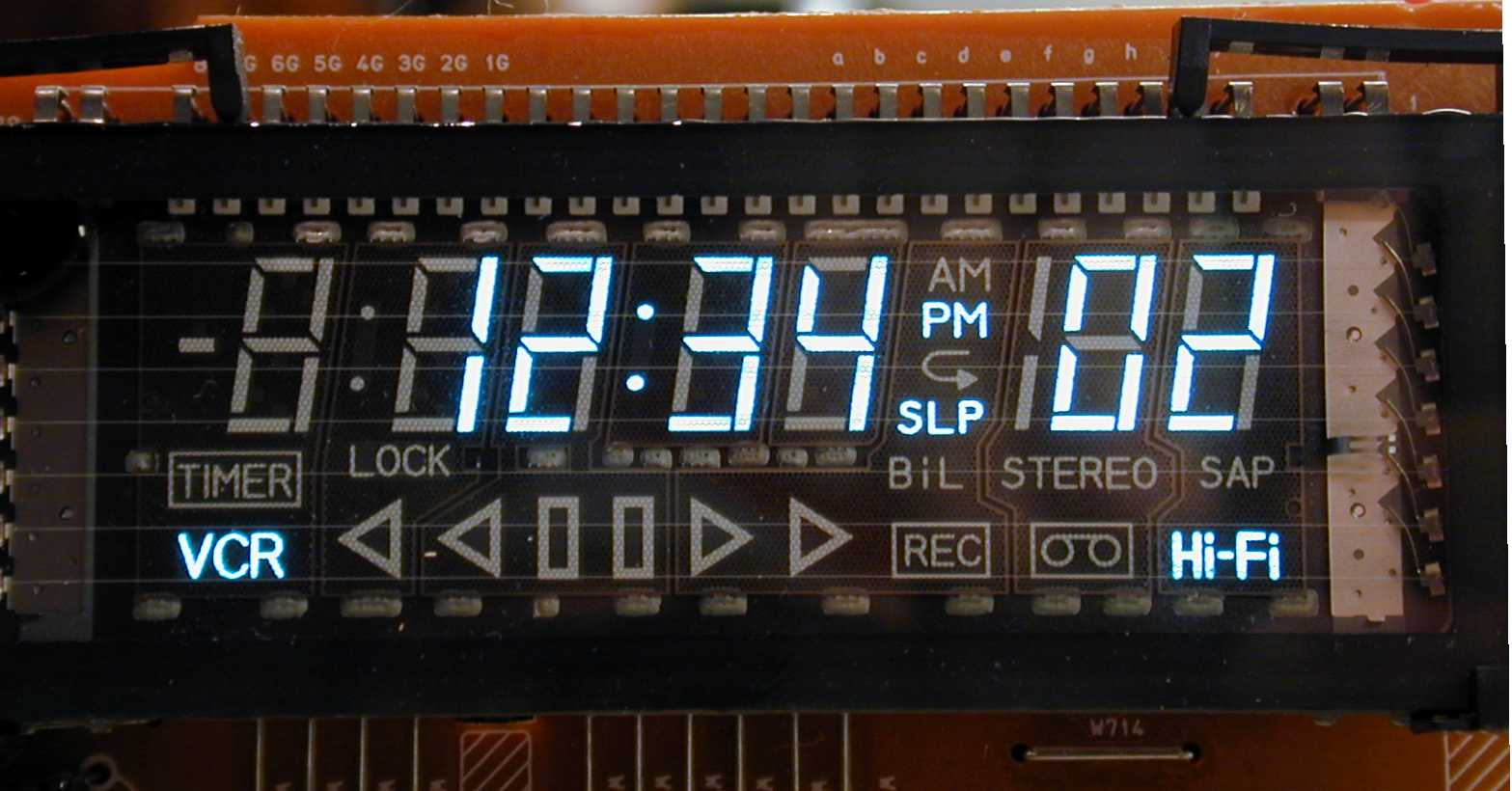
Um display típico fluorescente a vácuo usado em um gravador de videocassete

Um display fluorescente a vácuo (vaccum fluorescent display - VFD) é um tipo de display (mostrador) muito utilizado em equipamentos eletrônicos de consumidores, como gravadores de videocassete, rádios de carro, e forno de micro-ondas. Telas LCD, OLED e telas de sete segmentos de LED substituíram aos poucos este tipo de display.
Uma tela construída nesta tecnologia funciona no princípio da catodoluminescência, de forma similar a tubo de raios catódicos, mas funciona com uma voltagem bem menor. Cada seção em um display deste tem um ânodo coberto com fósforo que é bombardeado por elétrons emitidos de um filamento de cátodo. Cada seção em um VFD é um tubo de vácuo porque eles têm uma grelha de controle.
Diferente das telas de cristal líquido, um display fluorescente a vácuo emite uma luz muito intensa com alto contraste e tem capacidade de exibir elementos de várias cores. O brilho típico de VFDs é em torno de 640 cd/m2, com telas de alto brilho tendo 4,000 cd/m2, e unidades experimentais com seus 35,000 cd/m2 dependendo da voltagem do circuito que o controla e seu timing. A escolha das cores (que determina a composição do fósforo) e brilho afetam significamente a vida útil das seções, a qual podem variar entre 1,500 horas para um display vermelho vívido a 30,000 horas para um display verde que é o mais comum. Cádmio foi muito usado nos VFDs no passado, mas a Restrição de Certas Substâncias Perigosas em uso eliminou este metal de sua construção.
VFDs podem exibir números de sete segmentos, caracteres alfanuméricos de múltiplos segmentos ou podem ser feitos com uma matriz pontilhada para mostrar diferentes caracteres e símbolos. Na prática, há um pequeno limite para o formato da imagem que pode ser exibida: ela depende exclusivamente do formato do fósforo nos ânodos.
O primeiro  display fluorescente a vácuo foi um indicador único da Philips chamado DM160 em 1956. A primeira tela de múltiplos segmentos foi feita em 1967, de um único dígito Japonês, um dispositivo de sete segmentos. Estas telas começaram a se tornar comuns em calculadoras e outros aparelhos eletrônicos para consumidores. No final dos anos 80, centenas de milhares de unidades foram produzidas anualmente.

## Design

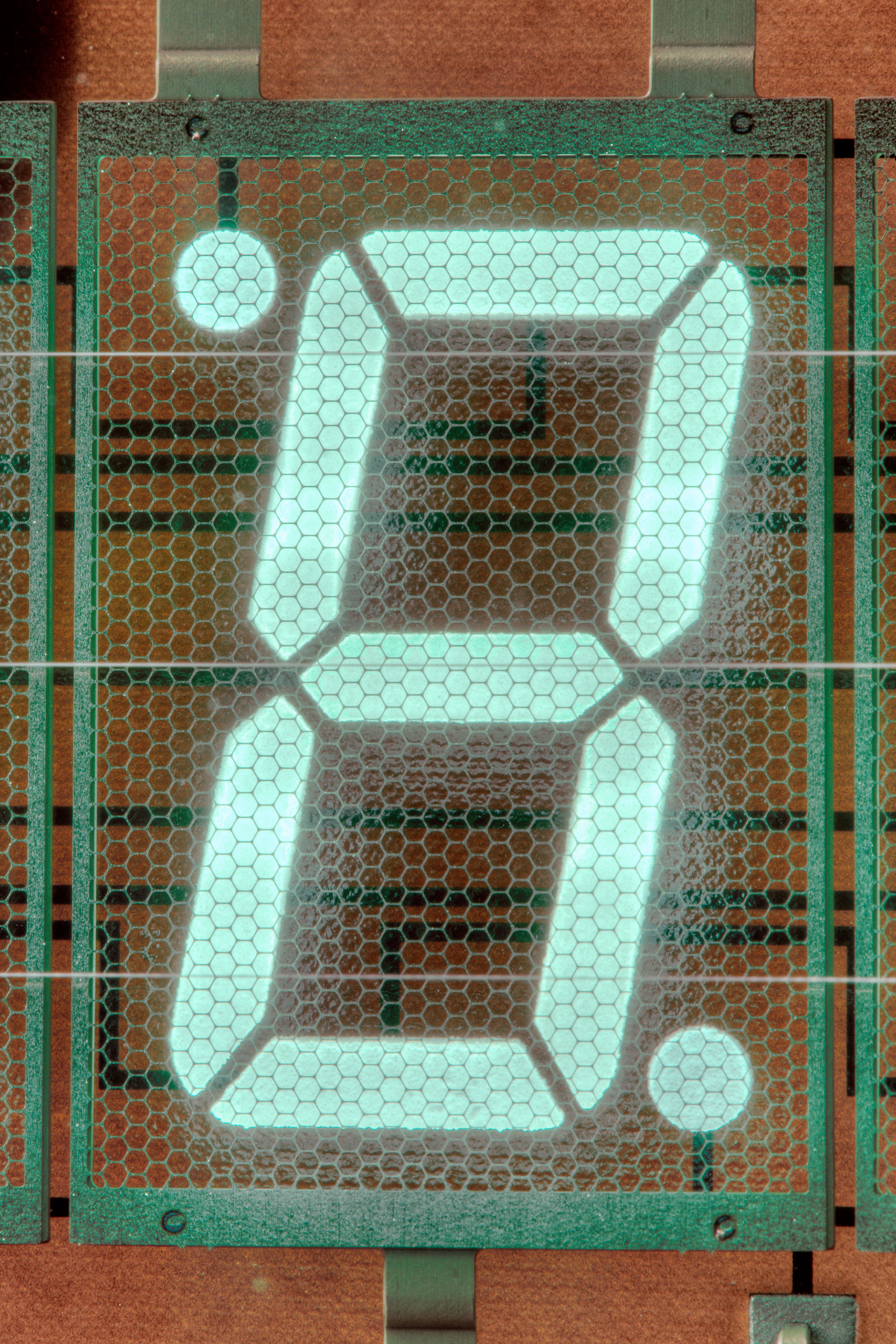
Foto macro de um dígito de uma tela VFD com 3 filamentos horizontais de tungstênio e grelha de controle.

O dispositivo consiste de um cátodo (filamentos elétricos), grelhas e ânodos (fósforo) encapsulados em um envelope de vidro sob uma condição de vácuo. O cátodo é feito de fios finos de tungstênio, revestidos com metal alcalinoterroso (bário, óxido de estrôncio e de cálcio) a qual emite elétrons quando aquecido em 600ºC por uma corrente elétrica. Estes elétrons são controlados e difundidos pelas grelhas (produzidas com um processo fotoquímico), a qual são feitas de um metal fino. Se elétrons colidirem nas superfícies revestidas com fósforo (ânodo), eles fluorecem, emitindo luz. Diferentemente da cor alaranjada emitida por tubos de vácuo, cátodos de um VFD são emissores eficientes em temperaturas muito baixas, e portanto são praticamente invisíveis. O ânodo consiste em uma chapa com trilhas eletricamente condutivas (cada trilha é conectada a um único segmento indicador), a qual é coberta com um isolante, que é parcialmente gravado pra criar furos que são preenchidos com um condutor como o grafite, que por sua vez é coberto com fósforo. Isso transfere energia da trilha para o segmento. O formato do fósforo irá determinar o formato dos segmentos do display. O fósforo mais amplamente utilizado é o dopado com zinco, a qual gera luz com um pico de comprimento de onda de 505 nm.
O princípio de funcionamento é idêntico ao das válvulas eletrônicas (tríodos). Elétrons só podem atingir (e "iluminar") um certo elemento se a grelha e o segmento estiverem em um potencial positivo em relação ao cátodo. Isso permite que o display seja categorizado como display multiplexado onde as múltiplas grelhas e trilhas formam uma matriz, reduzindo o número de pinos necessários. No exemplo da tela do gravador de videocassete ao lado, as grelhas são organizadas que só um dígito é iluminado de cada vez. Todos os segmentos similares em todos os dígitos (por exemplo, todos os segmentos da esquerda inferior em todos os dígitos) são conectados em paralelo. O microprocessador controla o display ativando um dígito de cada vez colocando uma voltagem positiva na grelha do dígito correspondente. Elétrons trafegam através da grelha do dígito e colidem os segmentos que estão em potencial positivo. O microprocessador cicla iluminando os dígitos de uma certa forma a uma frequência alta o suficiente para criar a ilusão de que todos os dígitos estão brilhando de uma só vez por meio da persistência da visão.

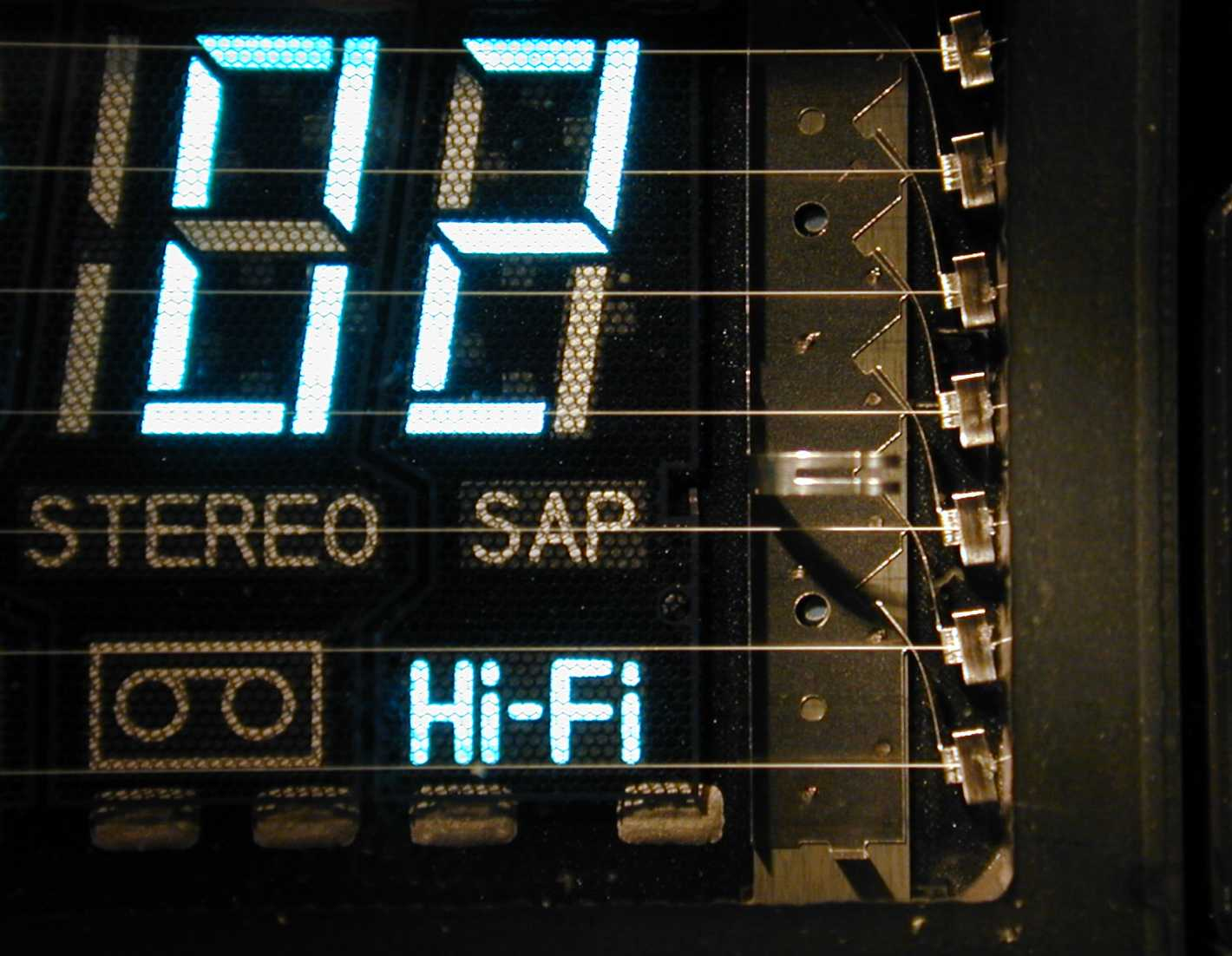
Detalhe de um VFD aquecendo os múltiplos filamentos, tensionados por uma chapa de metal tensionada no lado direito da imagem

Os indicadores extras (no nosso exemplo, "STEREO", "SAP", "Hi-Fi", etc.) são organizados como se eles fossem segmentos de um ou dois dígitos adicionais ou segmentos extras de dígitos existentes e são escaneados usando a mesma estratégia de multiplexação como nos dígitos reais. Alguns destes indicadores extras podem ter um fósforo que emite uma luz de uma cor diferente, por exemplo, laranja.
A luz emitida pela maioria dos VFDs contém muitas cores e podem ser frequentemente filtradas para exaltar a saturação da cor provendo um verde intenso ou um azul intenso, dependendo do desejo dos designers do aparelho. Fósforos usados nestas telas são diferentes daqueles encontrados em telas de tubo, desde que eles gerem brilho aceitável com somente cerca de 50 volts de energia elétrica, comparada com os milhares de volts em uma CRT. A camada isolante normalmente é preta, mas ela pode ser removida para que o display seja transparente. Displays AMVFD que incorporam um circuito eletrônico controlador são encontrados para aplicações que requerem um alto brilho de imagem e um número elevado de pixels. Fósforos de diferentes cores podem ser empilhados um em cima do outro para alcançar gradientes e várias combinações de cores. VFDs híbridos incluem tanto segmentos fixos e um display gráfico na mesma unidade. VFDs podem ter segmentos, grelhas e circuitos relacionados no seu vidro frontal e traseiro, usando um cátodo central para ambos os painéis, para que seja aumentada a densidade de segmentos. Os segmentos também podem ser posicionados exclusivamente na frente ao invés da parte de trás, melhorando o ângulo de visão e brilho.

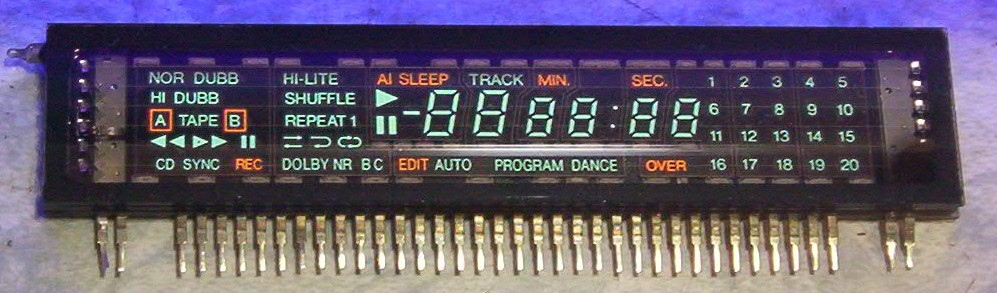
Display fluorescente a vácuo de um player de CD e videocassete duplo. Todos os segmentos estão visíveis devido à iluminação ultravioleta externa.

## Uso
Além do brilho, VFDs têm a vantagem de serem robustos, baratos, e facilmente configuráveis para mostrar uma ampla variedade de mensagens customizadas, e diferente de LCDs, VFDs não são limitados pelo tempo de resposta do rearranjamento dos cristais líquidos e além de serem hábeis em funcionar normalmente no frio, mesmo temperaturas abaixo de 0ºC, fazendo deles ideais para dispositivos externos em climas frios. Antigamente, a principal desvantagem destes displays eram que eles consumiam significamente mais que um LCD simples (0,2 watts). Isso foi considerado uma desvantagem significante para equipamentos que funcionavam com baterias como calculadoras, então VFDs acabaram sendo usados principalmente em equipamentos alimentados por corrente alternada ou baterias recarregáveis mais poderosas.

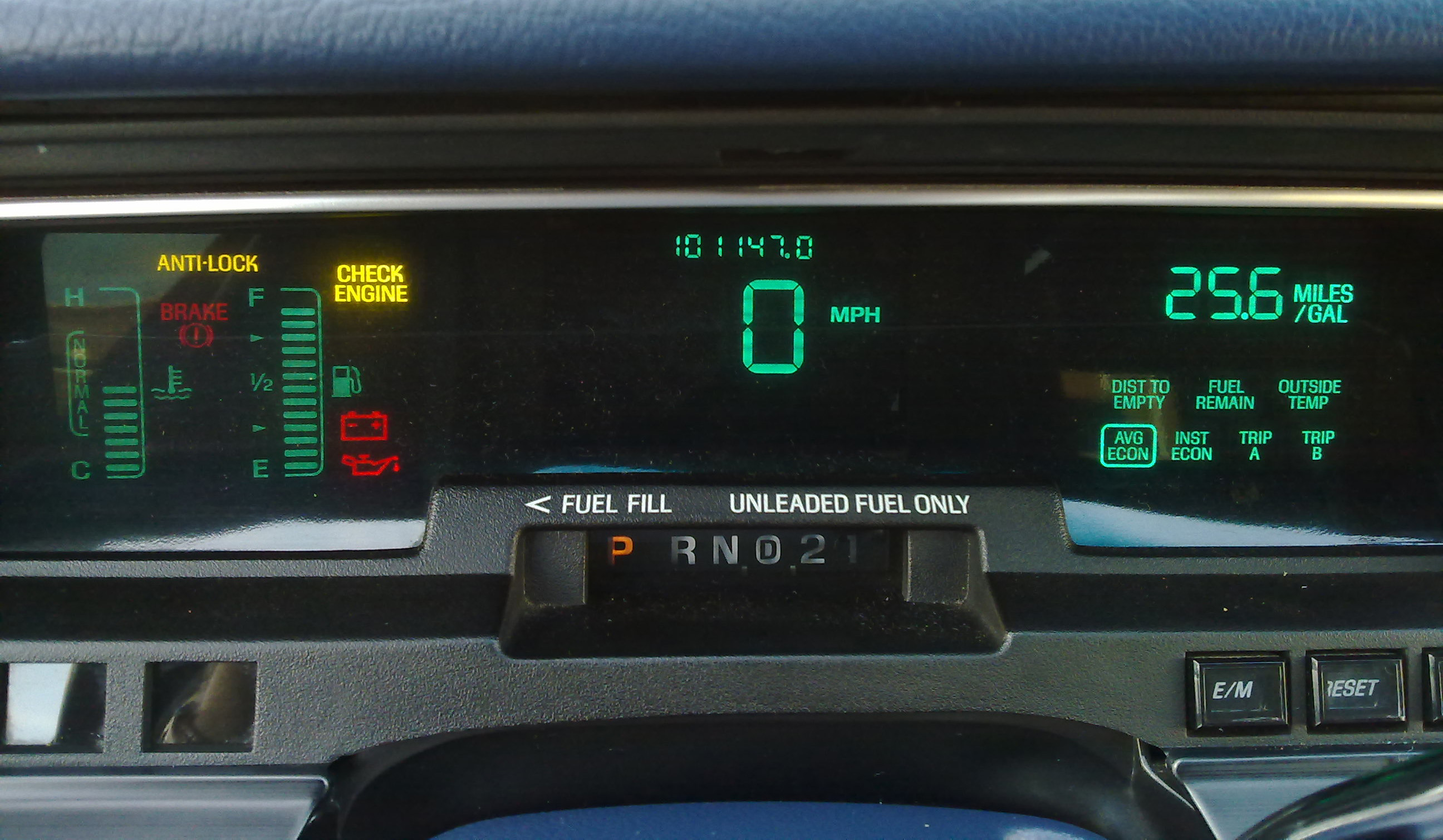
Um painel digital de um Mercury Grand Marquis dos anos 80, um automóvel americano.

Durante os anos 80, este tipo de display começou a ser usado em automóveis, especialmente onde fabricantes de carros experimentavam telas digitais para instrumentos do veículo como velocímetros e odómetros. Um bom exemplo foram os carros topo de linha da Subaru fabricados no começo dos anos 80. O brilho dos VFDs fazem deles bem adequados para serem usados em carros. O Renault Espace e modelos antigos do Scenic usavam painéis VFD para mostrar todas as funções no painel de instrumentos incluindo o rádio e painel de mensagens.
Eles são brilhosos o suficiente para serem lidos em luz do sol direta como também poder ser dimerizáveis para serem usados à noite. Este painel usa quatro cores; como o usual azul/verde como também azul intenso, vermelho e amarelo/alaranjado.
Esta tecnologia foi também usada de 1979 até o meio dos anos 80 em unidades de jogos eletrônicos portáteis. Estes tinham telas brilhosas e claras, mas o tamanho das maiores válvulas eletrônicas que podiam ser fabricadas sem alto custo mantiveram o tamanho destes displays bem pequenos, frequentemente necessitando de lentes de aumento fresnel[carece de fontes?].
Enquanto posteriormente games tinham telas multi-coloridas sofisticadas, jogos antigos conseguiam efeitos de cores usando filtros transparentes para mudar a cor emitida pelo fósforo (normalmente azul). Alto consumo de energia e alto custo de produção contribuíram para o desaparecimento destes displays em videogames. Telas LCDs poderiam ser fabricadas por uma fração do valor, enquanto não necessitavam troca frequente de baterias ou adaptadores de tomada e eram muito mais portáteis. Desde o final dos anos 90, telas de LCD com matriz ativa e retro-iluminação tem sido capazes com baixo custo, de reproduzir imagens em qualquer cor, uma vantagem sobre telas VFD de cores e caracteres fixos.
Este é uma das principais razões para o declínio da popularidade dos VFDs, mesmo que elas ainda são produzidas. Muitos reprodutores de DVD de baixo custo, ainda possuem este tipo de display.
Desde o anos 80 em diante, estes displays têm sido usados para aplicações que requerem telas menores com alto brilho, apesar da adoção dos OLEDs, que estão aos poucos deixando eles fora do mercado.
Além destas telas com caracteres fixos, um tipo de tela gráfica feita com um arranjo de pixels individualmente endereçáveis também são encontradas. Estes displays mais sofisticados oferecem a flexibilidade de exibir imagens arbitrárias, e ainda podem ser uma escolha útil para muitos tipo de equipamentos eletrônicos para consumidores.

### Uso como amplificador
Vários operadores de rádio amador têm experimentados as possibilidades de usar VFDs como amplificadores (como uma válvula eletrônica). Em 2015, a empresa Korg lançou o Nutube, um amplificador de áudio analógico baseado na tecnologia destes displays. O Nutube é usado em aplicações como amplificadores de guitarra da Vox e a Apex Sangaku, com seu amplificador de fone de ouvido.

## Esmaecimento
Esmaecimento é frequentemente um problema dos displays fluorescentes a vácuo. A intensidade da luz produzida diminui com o tempo devido a redução de emissão e redução da eficiência do fósforo. O quão rápido e o quanto esmaece depende da construção e operação do display. Em alguns equipamentos, o desgaste ou mau funcionamento deste display pode acarretar na inoperância do equipamento.
Emissão pode usualmente ser restaurada aumentando a voltagem do filamento. Um aumento de trinta e três porcento na voltagem pode restaurar moderadamente o esmaecimento, e um aumento de 66% em casos de esmaecimento severo. Isso pode deixar os filamentos visíveis no uso, mesmo que o filtro verde-azul ajude a reduzir qualquer luz vermelha ou alaranjada produzida pelo filamento.

## História
Das três tecnologias predominantes de displays - VFD, LCD, e LED - o VFD foi a primeira a ser desenvolvida. Ela foi utilizada nas primeiras calculadoras portáteis. Telas LED dispensaram as de VFDs porque os pequenos LEDs usados precisam de menos energia, estendendo a bateria, entretanto, os primeiros displays de LED tinham problemas em alcançar níveis de brilho uniforme em todos os segmentos da tela. Depois, LCDs dispensaram os LEDs, oferecendo muito menos consumo de energia.
O primeiro display VFD foi o indicador único DM160 da Philips em 1959. Ele poderia facilmente ser controlado por transístores, então foi destinado para aplicações computacionais por ser mais fácil de controlar do que neons e tem vida útil mais longa que uma lâmpada. Isto tornou obsoleto pelos LEDs.
O display japonês de um dígito de sete segmentos, no caso do ânodo era mais como no da Philips Magic Eye DM70 / DM71 assim como o ânodo no DM160 que tem um filamento em espiral. Significava que o mostrador japonês não precisava de ter taxa de patente paga para as telas de calculadoras de mesa assim como deve ter sido o caso usando tubos de nixie ou dígitos neon Panaplex. No Reino Unido a Philips desenvolveu onde era produzido e vendido pela Mullard (quase toda pertencente pela Philips mesmo antes da Segunda Guerra Mundial).
O VFD Russo IV-15 é muito similar ao DM160. O DM160, DM70/71 e o IV-15 Russo pode (como um painel VFD) ser usado como um Tríodo. O DM160 é além de menor VFD quanto a menor válvula termiônica. O IV-15 é pouco diferente no formato (veja foto do DM160 e IV-15 para comparação).

## Citações Externas
- (Em inglês) Guia da Noritake para operar VFDs
- (Em inglês) Vacuum Fluorescent Display (VFD) (incluindo Como energizar o filamento)
- (Em inglês) Fotos e especificações para tubos antigos VFD Russos
- (Em inglês) Simples Circuito para testar um VFD
- (Em inglês) The DM70 VFD related Magic eye
- (Em inglês) O menor Tríodo e o VFD mais antigo, o DM160, com comparações de tamanho
- (Em inglês) O indicador Russo VFD como um DM160